# 浦舟水道橋
浦舟水道橋（うらふねすいどうばし）は、神奈川県横浜市南区の中村川に架かる、歩行者専用のトラス橋である。現存するピン結合のプラットトラス形式の道路橋としては最古のものである。

## 歴史
本橋のトラスは1893年（明治26年）に、神奈川県技師の野口嘉茂の設計により、イギリスのシェルトン社製の鋼材を使用して堀川（中村川の下流部）の西之橋として架設された。その後関東大震災の復興事業として、1927年（昭和2年）に西之橋の上流の中村川の翁橋に転用された。首都高速神奈川3号狩場線の高架橋建設に伴う護岸改修工事に合わせ、1989年（平成元年）に、以前「ドンドン橋」と呼ばれた人道橋のあった位置に移設された。西之橋として使われていた当時より規模は縮小されている。

## 現橋
左岸は南区浦舟町二・三丁目、右岸は同中村町三丁目となる。トラスは朱色に塗装され、路面は板張りとなっている。中村川直上には首都高速狩場線の高架が通り、左岸には横浜市立大学附属市民総合医療センター、右岸には神奈川県埋蔵文化財センターやかながわ考古学財団本部、横浜市立中村小学校などが近くに所在する。1991年（平成3年）には、同じ中村川の吉野橋、架け替え後の西之橋とともにかながわの橋100選に、2000年（平成12年）には横浜市認定歴史的建造物に認定された。

## 隣接する橋
- 中村川

（上流側） - 道場橋 - 浦舟水道橋 - 三吉橋 - （下流側）